# جبرت
جَبَرْت أو جَبْرَة، مِنطقةٌ من السواحل الشرقية للحبشة، بناها قوم من بني مخزوم ومن بني عقيل، أُسست بعد انتهاء عصر الخلافة الراشدة، وبداية عصر الأمويين والعباسيين. فكان المسلمون يهاجرون إلى الحبشة، والدولُ والحكامُ المسلمون يكنل بعضُهُم ببعض. فكلما ملكت أمة منهم فرَّت منها الأخرى إلى مناطق لا تصلها أيديهم. وكانت الحبشة الأوفر حظًا من بلاد الهجرة. فكانت كل مملكة من الممالك الناشئة في شرق أفريقية، تنتمي إلى جماعات من العرب المسلمين المهاجرين، فمنها ممالك من الأمويين، ومنها من العباسيين، ومنها من الزيديين، وأخريات من مجموعات أُخَر متفرقة.

## اللغة
يتكلم الجباريت باللسان العربي والألسُن الحبشية التي تنتشر في المِنطقة. و يكتبون بالحروف العربية والحروف الحبشية.

## السكان
الجبرتة أو الجباريت واحدهم الجَبَرتيّ. وأصول سكان مدينة جبرة إلى مجموعات عرقية مختلفة كسائرِ مناطق شرق أفريقيا، وكان أغلبهم عربًا وأحباشًا، فأما العرب فيُنسبون إلى هاشم (الأدارسة، والعقيليون، والمخزوميين) وبقية من مختلف قبائل العرب.

## العادات والتقاليد
اشتهر الجبرت بتمسكهم بدينهم، وكانوا فقهاء صالحين وزهاد . وكان المذهب الغالب بينهم هو الشافعي، وتتداخل عاداتهم في جميع نواحي الحياة مع المنطقة التي يعيشون فيها . ولهم بعض العادات التي تعتبر قانونا يطبقونها حرفيا فيما يخص أمور الدين . وهم معروفون إلي اليوم بالتقوى في العبادة والأمانة في المعاملة والهدوء في الطبع والإخلاص في العمل . ملامحهم في جملتها لطيفة ووجههم ولون بشرتهم سمراء مشربة في حمرة، وأجسامهم متساوية . ومن تقاليدهم تزويج بناتهم لكل من يتقدم إليهم من المسلمين، لذلك تقل عندهم العنوسة . وهذا جعلهم يختلطون بكل القبائل، مما ابعد عنهم التعصب للقبلية والجماعات . ونساؤهم محجبات بالطبيعة . وهم لا يتزوجون إلا واحدة غالبا

## التجارة
كانت التجارة و ماتزال هي الحرفة الرئيسية للجباريت إضافة إلي الزراعة وبعض الحرف الأخرى مثل النسيج والمعاملات الجمركية . إذ كانت مملكة ايفات تتحكم في الطريق التجاري الذي يربط الداخل بزيلع علي البحر الأحمر . لذلك كانت أكثر الممالك ازدهارا . وكانت الممالك تتعامل بالمقايضة والبدل إلا ايفات فقد جرت فيها العملة المصرية بأنواعها .
1. ↑  "ص498 - كتاب توضيح المشتبه - حرف الجيم - المكتبة الشاملة". shamela.ws. اطلع عليه بتاريخ 2025-04-10.
2. ↑  "ص195 - كتاب الضوء اللامع لأهل القرن التاسع - حرف الجيم - المكتبة الشاملة". shamela.ws. اطلع عليه بتاريخ 2025-04-10.